# Green Lake (sjö i Antarktis)
Green Lake är en sjö i Antarktis. Den ligger i Östantarktis. Nya Zeeland gör anspråk på området.